# Aeroportul Municipal Sherman
Aeroportul Municipal Sherman (IATA: SWI, ICAO: KSWI, FAA LID: SWI) este un aeroport din Texas, Statele Unite ale Americii ce deservește zona Sherman⁠(d). A fost numit după zona deservită.
Situat la o altitudine de 227 m, aeroportul dispune de 1 pistă.

## Infrastructură

### Piste
Aeroportul dispune de o singură pistă. Pista 16/34 are suprafața de asfalt și dimensiunile 4.000 picioare × 75 picioare. 